# 侠义见青天
《俠義見青天》（英語：The Chevaliers）是香港電視廣播有限公司與台湾电视公司根據公案小說《七侠五义》改編而拍攝製作的武俠电视剧，由杨佩佩監製，張華標編審，由刘松仁、万梓良、葉童、恬妞主演。 此劇1994年在台视首播，与当时在华视播出的电视剧《七侠五义》同一题材。但由於此劇的台灣收視失利，翡翠台押後至1997年安排此劇在非黃金時段（黃昏時段）在香港首播。

## 演员表
- 刘松仁 饰 展昭
- 万梓良 饰 欧阳春
- 葉童 饰 童瑶、元月
- 恬妞 饰 花四娘
- 吴启华 饰 赵受谦（襄阳王之子）
- 曾华倩 饰 盲女章蓉
- 劉丹 饰 襄阳王
- 郭蔼明 饰 秋萍
- 邵美琪 饰 吕月娥（文嫂）
- 梁佩玲 饰 赵沅沅
- 关礼杰 饰 慕容逸
- 汤志伟 饰 宋仁宗
- 陈莎莉 饰 刘太后
- 江贵培 饰 卢方
- 郑平君 饰 韩彰
- 乾德门 饰 徐庆
- 李亚明 饰 蒋平
- 張振寰 饰 白玉堂
- 张世 饰 智化
- 谢祖武 饰 艾虎
- 江明 饰 八贤王
- 马之秦 饰 童大娘
- 黄仲裕 饰 了然
- 陈松勇 饰 元霸
- 顾宝明 饰 赛诸葛
- 杨宝玮 饰 小菁
- 尹宝莲 饰 襄阳王妃
- 祝嘉正 饰 雷杰
- 沈孟生 饰 文耀祖
- 鲍正芳 饰 慧娘
- 张冰玉 饰 文母

## 主题曲
| # | 题目           | 演唱者 | 作词   | 作曲   | 备注                  |
| - | -------------- | ------ | ------ | ------ | --------------------- |
| 1 | 問一問青天     | 赵传   | 林夕   | 陆泓宇 | 片头曲(Ep. 1–25)      |
| 1 | 何處見青天     | 赵传   | 林夕   | 陆泓宇 | 粤语 （香港播出版本） |
| 2 | 英雄淚         | 李建复 | 刘思铭 | 周华健 | 片头曲(Ep. 26–38)     |
| 3 | 如願以償       | 陈淑桦 | 李宗盛 | 李宗盛 | 片尾曲(Ep. 1–25)      |
| 4 | 只羨鴛鴦不羨仙 | 梅艳芳 | 小虫   | 小虫   | 片尾曲(Ep. 26–38)     |
| 5 | 雨霖鈴         | 辛晓琪 | 柳永   | 程沧亮 | 插曲                  |
| 6 | 忘川           | 辛晓琪 | 靳铁章 | 靳铁章 | 插曲                  |
| 7 | 日月星辰       | 蘇慧倫 | 厉曼婷 | 黄建昌 | 插曲                  |

## 外部連結
- 無綫電視官方網頁 - 侠义见青天 （页面存档备份，存于）